# Ernst Georg Deuerlein
Ernst Georg Deuerlein (* 22. Juli 1893 in Erlangen; † 15. November 1978 ebenda) war ein deutscher Chemielehrer in Nürnberg. Bekannt wurde er als Heimatkundler Erlangens und Frankens.

## Leben
Deuerlein wurde als Sohn eines aus einer Hugenottenfamilie stammenden Juweliers geboren und besuchte das Gymnasium Fridericianum Erlangen. Nach dem Abitur studierte er ab 1912 an der Friedrich-Alexander-Universität Naturwissenschaften, angeblich auch Geschichte für das Lehramt. Während seines Studiums wurde er Mitglied der Burschenschaft Germania Erlangen, deren langjähriger Archivar er später wurde. Von 1916 bis 1918 nahm er am Ersten Weltkrieg teil. 1919 wurde er zum Dr. phil. promoviert.
Im selben Jahr war er Mitgründer des Erlanger Heimatmuseums und des Heimat- und Geschichtsvereins, den er 1923–1925 und 1958–1970 als 1. Vorsitzender leitete. 1921/22 war er Studienassessor in Coburg und Rosenheim. Er unterrichtete an Schulen in Nürnberg, Coburg und Rosenheim, zuletzt als Studienrat. Zudem war er bis 1945 am Ohm-Polytechnikum Nürnberg, einer Vorgängerinstitution der TH Nürnberg, tätig, wo er Professor wurde. Schon sehr früh galt sein eigentliches Interesse der Geschichte seiner Heimatstadt und Frankens. Seit 1919 publizierte er in den Erlanger Heimatblättern mehrere Hundert meist kleinerer Beiträge, vor allem zur Erlanger Universitäts-, Studenten-, Häuser- und Alltagsgeschichte. Von 1933 bis 1945 betreute er nebenamtlich das Erlanger Stadtarchiv. Zum 1. Mai 1933 trat er der NSDAP bei (Mitgliedsnummer 3.175.116). Er setzte sich 1933 für die Erhaltung des Erlanger Logenhauses ein, präsentierte es jedoch als „Anti-Freimaurer-Museum“ im Sinne der Nationalsozialismus. Zumeist in Regionalzeitungen veröffentlichte er antisemitische Artikel.
Von der Militärregierung in der Amerikanischen Besatzungszone nach dem  Krieg wegen seiner Mitgliedschaft in der NSDAP und im Roten Kreuz aus dem Lehramt entlassen, kam Deuerlein von April 1946 bis Ende 1948 als Hilfsarbeiter beim Stadtbauamt und im Erlanger Stadtarchiv unter. Nach seiner vorzeitigen Versetzung in den Ruhestand 1949 blieb er als Dozent der Volkshochschule und in zahlreichen sonstigen Funktionen aktiv. 1954 war er Mitbegründer der Erlanger Bausteine, des Jahrbuchs vom Heimat- und Geschichtsverein. 1955 wurde er Mitglied der Gesellschaft für Fränkische Geschichte. Von 1959 bis 1971 war er Kreisheimatpfleger. Zur Landes- und Heimatkunde Frankens trug er eine umfangreiche Sammlung von Druckschriften, Zeitungsausschnitten, Graphiken, Fotografien und zeitgeschichtlichen Dokumenten zusammen. Sie gehört zu den wertvollsten Beständen des Stadtarchivs. Er befasste sich mit dem Constantistenorden und dem Amicistenorden und schrieb – als der Verein für corpsstudentische Geschichtsforschung gegründet worden war – für das Jahrbuch Einst und Jetzt über Justus von Liebig (1957), über das Studentenleben an der Universität Altdorf (1959) und über Johann Peter Hebel (1963). Er wurde für seine burschenschaftliche Geschichtsforschung mit der Herman-Haupt-Medaille ausgezeichnet.

## Ehrungen
- Ehrenbürger der Friedrich-Alexander-Universität (1943), „für Verdienste um die Universitäts- und Studentengeschichte“
- Ehrenmitglied des Erlanger Kunstvereins (1960)[2]
- Ehrenmitglied des Bayerischen Landesvereins für Heimatpflege (1962)[2]
- Verdienstorden der Bundesrepublik Deutschland (1962)
- Bürgermedaille der Stadt Erlangen (1962)[6]
- Ehrenmitglied des Heimat- und Geschichtsvereins Erlangen (1963)[2]